# 市杵嶋神社 (杉並区)
市杵嶋神社（いちきしまじんじゃ）は、東京都杉並区善福寺の善福寺公園内にある神社。管理は井草八幡宮が行っている。

## 由緒
当神社は、1189年(文治5年)に源頼朝が奥州合戦の途時この地に宿陣し、飲水を求めて弓筈で各所に穴をあけたが水の出が遅く、弁財天に祈り、やっと水を得たという故事（当地の旧名「遅の井（おそのい）」の由来）に倣って、建久8年（1197年）に江ノ島弁財天を勧請したのが当社の始まりであると『善福弁才天略縁記』で伝えられている。
寛永年間（1624年 - 1644年）には、それまで祀られていた右手奥の島から現在地へ移されたといわれている。かつては旱魃の折には、近隣の練馬（現・練馬区、板橋区付近）や中野（現・中野区付近）などの村からも雨乞い祈願に訪れたと言われている。
また、かつて社殿へ向かう太鼓橋が架けられていたが、橋は井草八幡宮の境内に移設されており社殿正面の前に向かうことができない。

## アクセス
- JR中央線西荻窪駅・JR中央線、東京地下鉄丸ノ内線荻窪駅・西武新宿線上石神井駅各所よりバス
- 拝観は無料。ただし参道は、社殿へ向かう橋がなく閉鎖されている。